# Lupinus carchiensis
Lupinus carchiensis är en ärtväxtart som beskrevs av Charles Piper Smith. Lupinus carchiensis ingår i släktet lupiner, och familjen ärtväxter. Inga underarter finns listade i Catalogue of Life.